# Gilly-sur-Loire
Gilly-sur-Loire is een gemeente in het Franse departement Saône-et-Loire (regio Bourgogne-Franche-Comté) en telt 538 inwoners (1999). De plaats maakt deel uit van het arrondissement Charolles.

## Geografie
De oppervlakte van Gilly-sur-Loire bedraagt 22,8 km², de bevolkingsdichtheid is 23,6 inwoners per km².
De onderstaande kaart toont de ligging van Gilly-sur-Loire met de belangrijkste infrastructuur en aangrenzende gemeenten.

## Demografie
Onderstaande figuur toont het verloop van het inwonertal (bron: INSEE-tellingen).

## Afbeeldingen

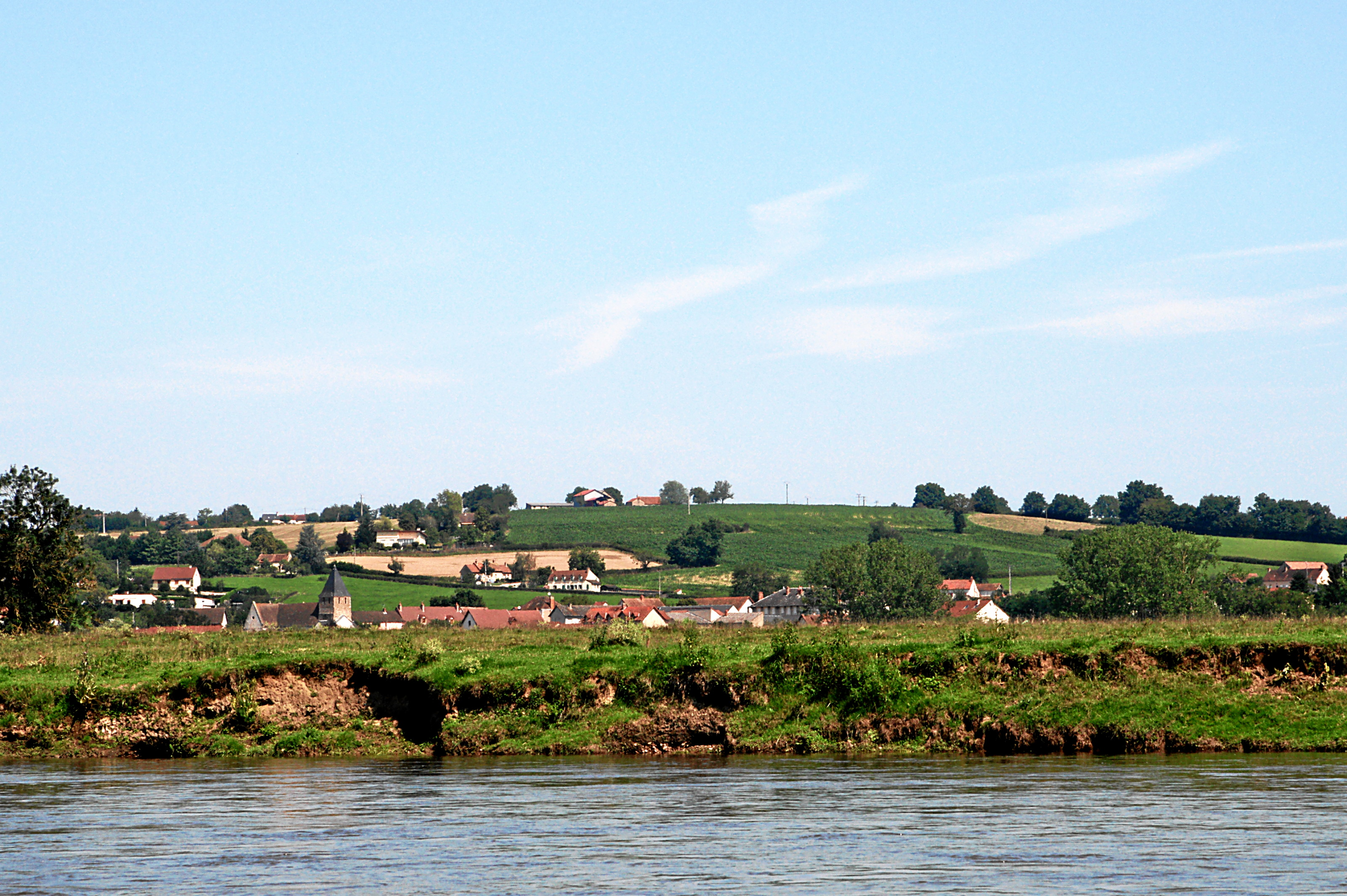
Gezicht op Gilly-sur-Loire
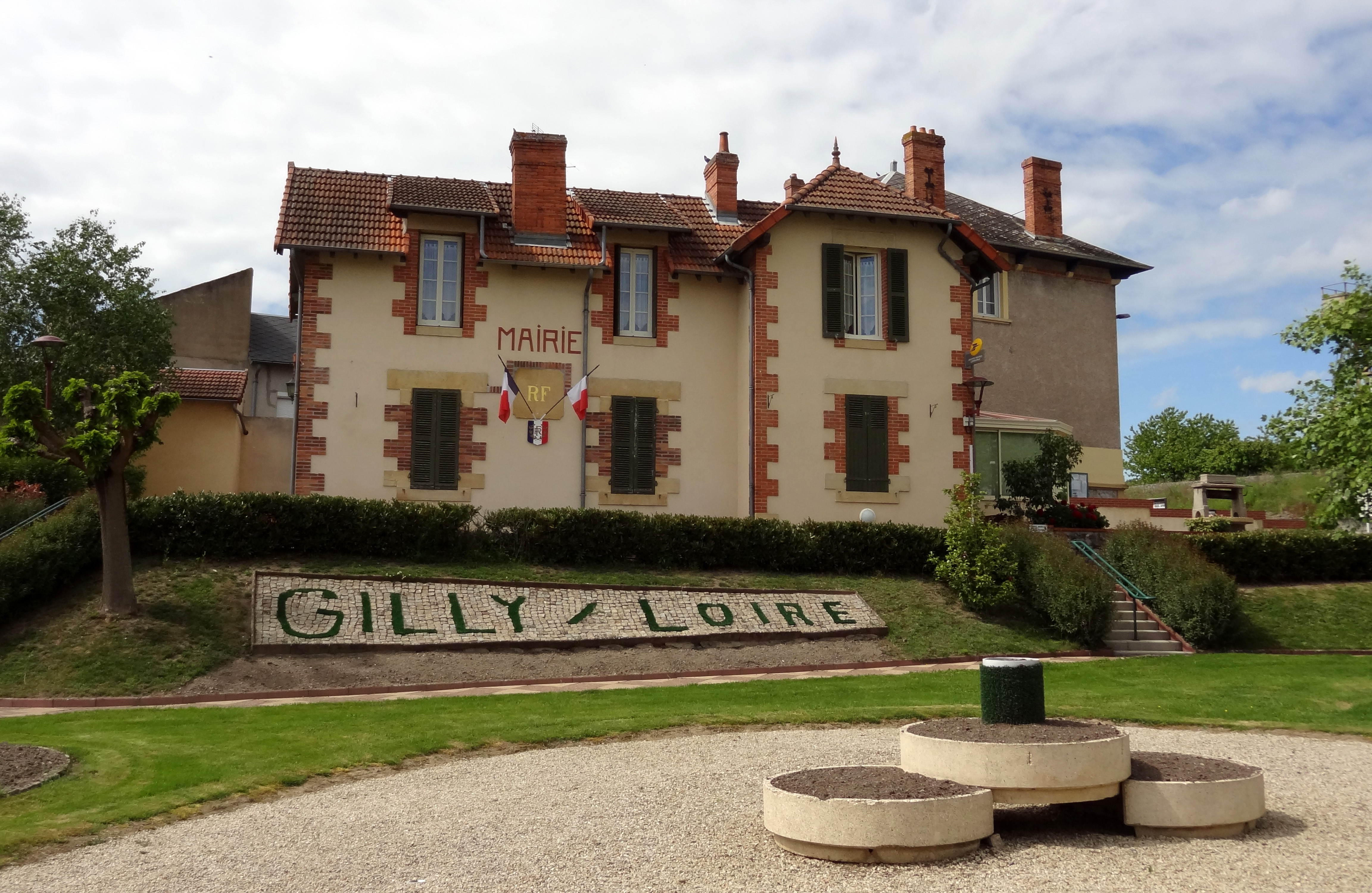
Gemeentehuis
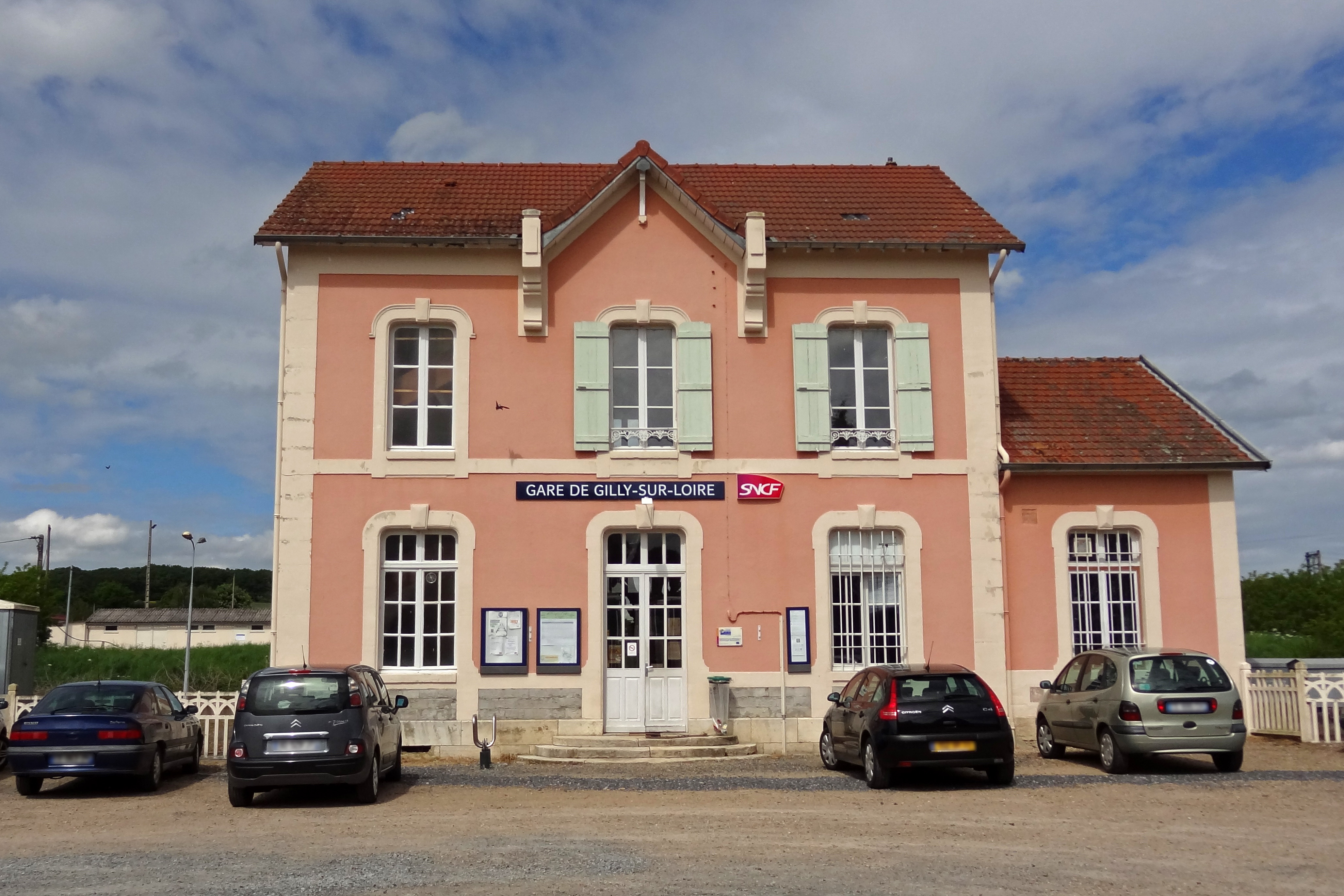
Station